# رود سوریا
رود سوریا (انگلیسی: Surya) یک رودخانه در سرزمین پرم کشور روسیه است.